# نقد التراث
نقد التراث هو عملية تصفية التراث أو الموروث الديني من الانحرافات الفكرية والخرافات التي تتعارض مع ما جاءت به الأديان وجاءت به الأنبياء، من مبادئ وقيم فاضلة كالعدل والإحسان والحرية والمساواة بين الناس، وكذلك ما قامت عليه الحداثة من قيم الديمقراطية والدولة المدنية والوعي السياسي.

## تاريخ نقد التراث
وقد قامت عملية نقد التراث المسيحي في أوروبا فيما عرف بالنقد الأعلى والنقد السفلي للكتاب المقدس. وحاربت الكنيسة هذا الاتجاه دفاعاً عن الموروث الديني، ثم انتهى الأمر إلى انتصار حركة نقد التراث وتحرر أوروبا من تخلف القرون الوسطى التي تم تدوينها في الكتاب المقدس.
وفي العالم الإسلامي قامت نفس العملية بظهور الشيخ محمد عبده وجمال الدين الأفغاني ومحمد رشيد رضا صاحب مجلة المنار وصبت نقدها ليس على القرآن ولكن بحق الإسرائيليات والموضوعات المتلبسة بلباس الحديث النبوي المبثوث في كتب الحديث والتفسير، وكذلك بحق تقديس أقوال الفقهاء التاريخيين، والعمل بها حتى الآن. فنبهت على ضرورة تطهير الفكر الإسلامي من مخلفات التاريخ وعبث يد السلطة التي امتدت ظلالها عليه.
بدأ نقد التراث بحركة النهضة التي قادها هؤلاء في القرن الماضي، واستمرت تلقي بظلالها على الواقع الثقافي والديني للمسلمين حتى الآن.
وقد تخصص فيه مجموعة من مفكري شمال أفريقيا مثل محمد عابد الجابري وعبد الله العروي ومحمد أركون ومصطفى بوهندي، وذلك بحكم اتصال الشمال الإفريقي بالفكر الأوروبي من خلال عامل اللغة، حيث يتقن أهالي تلك المنطقة التحديث بالفرنسية، ومن ثم تسللت الأفكار الليبرالية التحررية إليهم من خلال الثقافة الفرنسية.

## مشاهير نقد التراث
بالإضافة إلى مَن سبق ذكرهم، يبرز في هذا المجال:
- جمال البنا
- عدنان الرفاعي
- أحمد الكاتب
- كمال الحيدري
- حسن فرحان المالكي
- أحمد القبانجي